# Johnstown (New York)
Pour les articles homonymes, voir Johnstown.
Ne doit pas être confondu avec Johnstown (town, New York).
La ville de Johnstown est le siège du comté de Fulton, situé dans l'État de New York, aux États-Unis.

## Personnalités
- Richard Russo (1949-), écrivain, prix Pulitzer en 2002.